# Asaphobelis physonychus
Genre
Espèce
Synonymes
- Coryphasia physonycha (Simon, 1902)
- Asaphobelis pluripunctatus Mello-Leitão, 1947

Asaphobelis physonychus, unique représentant du genre Asaphobelis, est une espèce d'araignées aranéomorphes de la famille des Salticidae.

## Distribution
Cette espèce est endémique du Brésil. Elle se rencontre au Minas Gerais, au Paraná et au Rio Grande do Sul,.

## Description
Les mâles mesurent de 5,47 à 8,30 mm et la femelle 6,37 mm.

## Publication originale
- Simon, 1902 : Description d'arachnides nouveaux de la famille des Salticidae (Attidae) (suite). Annales de la Société Entomologique de Belgique, vol. 46, p. 24-56 & 363-406 (texte intégral).